# Přibyslavská pahorkatina
Přibyslavská pahorkatina je geomorfologický okrsek tvořící součást Havlíčkobrodské pahorkatiny. Jedná se o relativně plochou pahorkatinu položenou na rulách s pruhy amfibolitů, občas se vyskytují i hluboké zvětraliny. Povrch je však proříznut údolím Sázavy. Z hlediska krajinného pokryvu dominují pole a drobné smrkové či borové lesy, případně zbytky bučin.